# Здравоохранение в Финляндии
Здравоохранение в Финляндии (фин. Terveydenhoito Suomessa) — совокупность мер политического, экономического, правового, социального, культурного, научного, медицинского, санитарно-гигиенического и противоэпидемического характера, направленных на сохранение и укрепление физического и психического здоровья граждан Финляндии, поддержание их долголетней активной жизни, предоставление медицинской помощи в случае утраты здоровья.
С января 2014 года, в связи с новой директивой ЕС, иностранные работники из третьих стран, которые заключили трудовой договор на срок не менее 6 месяцев, будут иметь право на те же медицинские и социальные услуги, что и граждане Финляндии, а также смогут получать ежемесячное пособие на ребёнка. Новые правила не будут распространяться на иностранных студентов из третьих стран.
В связи с реформой соцздрава, с 2017 года в Финляндии действуют лишь 12 дежурных больниц широкого профиля с круглосуточным обслуживанием. На 2017 год в стране работают более 20 тысяч врачей.

## Структура и законодательство
В данный момент (2012) медицинские услуги для граждан и постоянно проживающих в Финляндии практически бесплатны. Почти все затраты на лечение компенсируются из государственного бюджета. Инсулин и другие лекарства, необходимые при хронических заболеваниях, а также для лечения тяжелобольных на дому, бесплатны для граждан Финляндии. Медицина в стране является доказательной, то есть применяются только те методы лечения (и диагностики), эффективность которых научно доказана.
На 2012 год в Финляндии работало 25 тысяч лицензированных врачей. Выдачей лицензий в области здравоохранения занимается ведомство при Министерстве здравоохранения и социального обеспечения — «Valvira», по оценкам которой в стране ощущается дефицит медицинского персонала (в том числе — рентгенологов). Ежегодно ~ 200 иностранных специалистов пытаются получить лицензию на работу в Финляндии (большая часть из них — россияне), но всего лишь 40 человек доводят процесс до конца и получают право на работу.
Магнитный и рентгеновский томографы имеются в каждой районной больнице (примерно один томограф на каждые 20 тысяч жителей). Число рентгенологов составляет ~ 600 человек, а число рентгенологических исследований ~ 4 млн в год.
C 1960-х годов в стране действует понятие прав пациента, по которому скрыть диагноз от пациента в Финляндии невозможно и даже преступно; в то же время у пациента есть и право не знать о своём диагнозе, о чём он должен уведомить врача.
В соответствии с инструкциями, в срочных случаях «Скорая помощь» в Финляндии должна доезжать до пациента не более, чем за 8 минут, хотя на практике отмечается увеличение этого отрезка времени. С 2013 года за работу службы «Скорой помощи» будут отвечать не муниципалитеты, а медицинские округа. Также в декабре 2012 года министерская рабочая группа по социальной политике и политике здравоохранения выступила с новыми предложениями, согласно которым муниципалитеты с численностью жителей меньше 20 тысяч человек, должны будут организовывать услуги по здравоохранению в сотрудничестве с другими муниципалитетами. Ряд северных муниципалитетов привлекает дипломированных специалистов высокими зарплатами. Постановлением министерства, с июня 2015 года будут закрыты родильные отделения тех муниципальных больниц, где фиксируется менее 1 тысячи родов в год.
Осенью 2012 года проходила широкая общественная дискуссия в связи с инициативой партийных делегатов Коалиционной партии Финляндии сделать первый день больничного листа неоплачиваемым, а в две первые недели снизить компенсации до 80 % от зарплаты.
С января 2013 года рецепты в столичном регионе выписываются врачами только в электронной форме. Также рецепты могут выписываться на основании видеообщения врача с пациентом.
Идёт строительство и реконструкция лечебных заведений: в Хельсинки в 2017 году (перенесено на осень 2018 года) появится новая детская больница на 140 койко-мест, бюджет строительства которой оценивается в 175 млн евро, а к 2019 году в районе Тёёлё на месте старой будет построена новая травматологическая больница (при больнице в Тёёлё будет построен также новый онкологический центр).
В 2019 году рабочей группой от Министерства здравоохранения и социального развития были опубликованы рекомендации цель которых — сделать паллиативный уход частью обычного здравоохранения, в связи с чем в больничных округах будут созданы центры паллиативного ухода, и по всей стране будет организована паллиативная сеть больничного ухода на дому.

## Заболеваемость
Действующим в стране Ведомством по здравоохранению и благополучию проводится мониторинг физического и психического состояния людей, проживающих в Финляндии: так в августе 2012 года, на основе проведённых исследований, ведомство отмечало, что 12 % молодых людей в возрасте от 13 до 22 лет страдают от нарушений сна (в 1997 году таковых было лишь 4 %), а практически изжитая в 1970-е — 1980-е годы проблема педикулёза вновь стала актуальной в среде финских школьников. Научная группа Sleep Team установила, что проблема недосыпания напрямую связана с увеличением некоторых распространителей воспалений и повышением вероятности аллергии и астмы.
За период 2000-х годов в Финляндии сократилось число смертей от церебрального инфаркта (лечение такого больного обходится государству в 18 тысяч евро), однако из-за стрессов и утомляемости выросло число заболеваний тромбозом лёгких
По исследованиям 2013 года до 6 % молодых финских женщин страдают от анорексии и булемии.
В ряде городов Финляндии практикуется помощь собак для корректировки логопедических проблем у детей.
В 2013 году, согласно исследованию, установлено, что большая часть артроскопических операций коленного сустава не приносит никакой пользы пациентам, в связи с чем больницы сократили число подобных хирургических вмешательств.

### Вирусные заболевания
С 1991 года Финляндия обладает официальным статусом благополучия в области заболевания бешенством (на 2013 год, при исследовании 893 образцов диких животных — енотовидных собак и лис, а также 43 домашних, не выявлено ни одного случая инфицирования)
В начале 1990-х годов, благодаря широкой вакцинации населения, Финляндия избавилась от заболевания корью. Единичные случаи заболевания (0-5 в год) случаются при заражении за пределами страны. Самое большее число заболевших корью (30 случаев) было зафиксировано в 2011 году.
Вакцинация населения в 2009 году препаратом Pandemrix против вируса свиного гриппа, повысила риск заболевания нарколепсией, в связи с чем препарат был выведен из эксплуатации в августе 2010 года, а жертвам нарколепсии в течение ряда лет выплачено около 100 млн евро в качестве компенсации.
В 2013 году общее число заболевших клещевым энцефалитом составило 38 человек. Из-за происходящего изменения климата, энцефалитный клещ распространяется в Финляндии всё глубже на север. В 2014 году первые случаи заболевания отмечены в Эспоо, Лохья, Ханкониеми, Тампере, а самый северный — в Симо. Отмечается, что для диагностики и лечения ряда заболеваний, в частности боррелиоза, финны чаще всего обращаются в медицинские учреждения Польши, Норвегии и особенно Германии, а по оценкам Ведомства здравоохранения и социального развития THL, уровень заболеваемости боррелиозом в стране в несколько раз выше, чем официально диагностировано.
Ежегодно в стране выявляется около 160 случаев заболевания ВИЧ-инфекциями.
Осенью 2016 года зафиксированы случаи заражения вирусом Пуумала, приводящим к заболеванию геморрагической лихорадкой с почечным синдромом.

### Диабет
Действовавшее с февраля 2018 года ограничение на прохождение срочной службы в Вооруженных силах для диабетиков первого типа, стало полным с 2019 года.

### Инфекционные заболевания
Случаи заболевания туберкулёзом в Финляндии встречаются довольно редко (ежегодно ~300 человек). Новые случаи заболевания привозятся, в основном, из-за рубежа. За последние годы случаи инфицирования участились: в феврале 2013 года были выявлены шесть человек заболевших среди студентов в Турку, в ноябре 2014 года заболевание в открытой форме было обнаружено у студента профессионального училища в регионе Тампере, а в 2015 году — у учащегося школы в Хельсинки и учащихся города Котка; в 2017 году — у скончавшегося пациента из Пори; в 2019 году — у студента технического отделения Сайменского университета прикладных наук в Лаппеэнранта.

### Онкология
Исследование, проведённое Центром радиационной безопасности, Финским реестром раковых заболеваний, Университетом Тампере и Национальным институтом здоровья и благополучия THL на основе сведений о 3,8 млн заболеваний раком в Финляндии установило, что количество случаев онкологических заболеваний не увеличилось среди финнов, которые были подвержены облучению в период аварии на Чернобыльской АЭС в 1986 году.
Ежегодно онкологические заболевания диагностируются у 30 тысяч граждан Финляндии, из которых ¾ излечиваются (рак груди, рак простаты, рак кожи, рак щитовидной железы и лимфогранулематоз)
С 2019 года лечение острого лейкоза (помимо пересадки стволовых клеток) в больницах Хельсинки и Турку будет осуществляться с помощью CAR-T адоптивной иммунотерапии.

### Психиатрия
В 1980-х годах в финских психиатрических лечебницах было около 20 тысяч мест, но к 2009 году их число сократилось до порядка 4 тысяч (поставленная же цель — снизить число мест до 3 тысяч). По данным 2014 года, в стране наблюдался дефицит специалистов в области психиатрии, в связи с чем на работу приглашались иностранные врачи-психиатры.
На 2013 год синдром ADHD был выявлен в стране у почти 50 тысяч взрослых, из которых лишь 5—10 % получали правильное лечение.
В 2013 году свыше 400 тысяч финнов принимало антидепрессанты и 40-70 тысяч посещало сеансы психотерапии. По оценкам Ведомства здравоохранения и социального развития THL, в Финляндии более половины случаев депрессии остаётся недиагностированными, также отмечено увеличение депрессивных состояний у детей и подростков (по данным 2016 года, каждый пятый студент и каждая третья студентка имеют жалобы на ухудшение психического состояния). При тяжёлых формах депрессии в стране всё активнее практикуется лечение электросудорожной терапией.
По статистическим данным 2015 года, лица с психическими заболеваниями живут на 10-30 лет меньше, чем остальные граждане Финляндии.

### Наркомания
Согласно статистике, каждый шестой финн в возрасте от 15 до 69 лет как минимум один раз в жизни употреблял незаконные наркотики (самое распространенное — конопля, которую более чем каждый третий финн употреблял в возрасте от 25 до 34 лет хотя бы один раз). По разным оценкам, в Финляндии проживает от 18 до 30 тысяч человек, страдающих от опиоидной и амфетаминовой зависимости. В последние годы наблюдается значительный рост потребления в стране синтетических наркотиков.

## Профилактика

### Вирусные заболевания
В 2017 году в стране разработана эффективная вакцина против опоясывающего лишая. Также в Финляндии будет проведена вакцинация детей против ветряной оспы, призванная искоренить ветрянку в стране.

### Аборты
Одной из причин, по которой в Финляндии на протяжении всех 2000-х годов не снижается число абортов среди женщин 25-34-летнего возраста называется продолжающееся снижение доходов населения, а большое число абортов среди подростков — пробелы воспитания в области сексуального здоровья. Ежегодно в Финляндии беременеет около тысячи подростков до 18 лет, а 80 % из них делают аборт по требованию близких. Отмечено, что тысячи финских женщин прерывают беременность на ранних этапах в домашних условиях с помощью медикаментозных средств.
Вместе с тем, в 2014 году приём комбинированных оральных контрацептивов снизился в Финляндии на 7 % (на 12 тысяч человек) по сравнению с 2013 годом, что связывают со скандалом в Канаде, когда из-за приёма препаратов Yasmin и Yaz скончалось 23 женщины. По статистике Fimea, в Финляндии противозачаточные таблетки стали причиной смерти 17 женщин (самой младшей из них было 16, а самой старшей — 36 лет). На 2014 год зафиксировано 167 тысяч женщин, принимающих гормональные препараты.
Увеличением раздачи в ряде крупных муниципалитетов бесплатных контрацептивов девушкам до 22 лет, государство планирует снизить число абортов среди молодёжи. Решением городских властей Хельсинки, в 2018 году всем жителям города возрастом до 25 лет планируется бесплатно раздавать контрацептивы.
На 2015 год в стране было произведено 9440 прерываний беременности, что составляет 8,2 аборта на тысячу женщин в возрасте 15-49 лет. По данным THL, 37 % абортов приходится на долю женщин, которые уже ранее прерывали беременность.

### Алкоголизм
В среднем по стране по данным Статистического комитета выпивается 94 литра пива, 15 литров вина, 9 литров слабоалкогольных коктейлей, 9 литров сидра и 6 литров крепкого спиртного на человека старше 15 лет, что в пересчете на стопроцентный алкоголь, составляет в среднем по 9,6 литра на человека (к 2020 году планируется сократить это число до 9 литров). Распространение алкогольной продукции среди подростков на территории Финляндии является нелегальным.

### Курение
С октября 2010 года в Финляндии вступил в силу новый закон о курении, категорически запрещающий продавать или передавать иным способом табачные изделия лицам моложе 18 лет. Также запрещено приобретать табачные изделия через интернет. В магазинах табачные изделия нельзя выставлять на вид — курильщики должны выбирать сигареты по каталогу, называя номер. Согласно исследованию, проведённому Ведомством здоровья и благополучия THL, в 2013 году доля курящих мужчин впервые упала до рекордных 19 % (ещё в начале 1960-х годов 60 % финских мужчин курили). Среди женщин курит 13 %.

### Ожирение
Гиподинамия — одно из самых распространённых явлений среди городского населения Финляндии, что повышает риск развития ожирения на 10 %. Финны также являются третьими в мире по потреблению жиров (80,8 г/сут) и девятыми по потреблению сахара (91,5 г/сут). На 2014 год более половины жителей страны имели лишний вес (66 % мужчин и 46 % женщин), а каждый пятый страдал ожирением.
В 2011 году число людей, страдавших излишним весом, составляло 600 тысяч человек, а число проведённых липосакций — 1 тысячу (в 2008 году — 400 операций).

### Онкология
Агентство безопасности продовольствия «Evira» распространило информацию о вреде содержащихся в колбасных изделиях нитратах и нитритах, особенно для детей. Ведомство не рекомендует давать сосиски детям до одного года, а детям 1-2-х лет — всего один раз в неделю. В качестве профилактики, специалисты рекомендуют взрослым есть не более 0,5 кг мясных продуктов в неделю.
В 2013 году в связи с новой директивой ЕС, агентство безопасности и химической защиты Tukes призывало магазины и парикмахерские Финляндии установить более жесткий контроль над продажей и применением красок для волос для несовершеннолетних.
По данным Реестра раковых заболеваний, в маммографии в системе муниципального здравоохранения участвуют около 80 % получивших приглашение женщин, а в тестах для выявления рака шейки матки – около 70 % женщин.. Самый низкий процент участия в тестах в Хельсинки, самый высокий — на Аландских островах.

### Педиатрия
Сокращение смертности среди детей в Финляндии связывают со всеобщей возможностью получения так называемой коробки для новорождённых. Исследования, проведённые учёными в университете Турку и их британскими коллегами из Стерлингского университета показали, что вопреки бытовавшим убеждениям, инфекционные заболевания, перенесенные в детстве (оспа, корь, коклюш или другие), не увеличивают риска преждевременной смерти.
С сентября 2015 года в городе Турку родителям предложено участвовать в диагностировании отита у своих детей с помощью устройства Oto, выпускаемого для iPhone.

## Фармакология
Исследования 2013 года показали, что от 50 до 100 тысяч финнов в той или иной форме злоупотребляли лекарственными препаратами, а 7 % лиц от 15 до 69 лет на каком-то этапе своей жизни использовали успокоительное, снотворное и обезболивающие не по назначению. Самым распространённым наркотиком среди финских наркоманов считается субутекс. В 2013 году отмечено возрастание незаконного ввоза в страну наркотического растения ката.
В ноябре 2012 года финское Агентство по безопасности и развитию в области фармацевтики «Fimea» приняло решение о легализации медицинского каннабиса для облегчения боли у пациентов, страдающих рассеянным склерозом, так как медицинское употребление препарата неуклонно возрастало (в 2008—2010 годах было выдано около 10 разрешений, в 2011 году Fimea выдало 48 разрешений, а в 2012 — 62 разрешения). Весной 2013 года препарат Sativex в виде спрея, выпускаемый фирмой Almirall, появится в аптеках.
Также, к весне 2014 года, фармацевтическое агентство Fimea предлагает изменить статус вакцины от гриппа и определить её как «препарат для самолечения», который отпускается без рецепта в связи с чем вакцина появится в свободной продаже в аптеках.
Ежегодно Финляндия инвестирует значительные средства в разработку и внедрение ряда новых фармакологических препаратов: так в 2013 году финские учёные вплотную подошли к созданию вакцины от диабета выяснив, что причиной диабета первого типа, который часто поражает человека уже в детском возрасте, является энтеровирус; также в 2013 году в стране началось тестирование вакцины против внутрибольничных инфекций, вызываемых бактерией Clostridium difficile, от которой ежегодно страдают более 5 тысяч пациентов.
В 2014 году биотехническая и химическая компания Reagena из Северного Саво представила в своей лаборатории в Сийлинъярви первый в мире экспресс-тест на клещевой энцефалит.